# Gerry Cassan
Gérard „Gerry“ Cassan (* 5. Dezember 1954 in Ottawa) ist ein ehemaliger kanadischer Eisschnellläufer.
Cassan trat international erstmals in der Saison 1971/72 in Erscheinung und belegte dabei nach mehreren ersten Plätzen bei Rennen in Inzell sowie Innsbruck, bei den Olympischen Winterspielen 1972 in Sapporo den 29. Platz über 500 m. In der Saison 1972/73 lief er bei der Mehrkampfweltmeisterschaft 1973 in Deventer auf den 32. Platz im Großen Vierkampf sowie bei der Sprintweltmeisterschaft 1973 in Oslo auf den 25. Rang. Im folgenden Jahr kam er bei der Mehrkampfweltmeisterschaft in Inzell auf den 20. Platz im Großen Vierkampf sowie bei der Sprintweltmeisterschaft in Innsbruck auf den 15. Rang. Dort startete er auch letztmals international in der Saison 1974/75, wobei er den zweiten Platz über 500 m errang.

## Persönliche Bestzeiten
| Disziplin | Zeit        | Datum             | Ort       |
| --------- | ----------- | ----------------- | --------- |
| 500 m     | 40,19 s     | 16. Februar 1974  | Innsbruck |
| 1000 m    | 1:21,87 min | 16. Februar 1974  | Innsbruck |
| 1500 m    | 2:06,94 min | 9. Februar 1974   | Inzell    |
| 3000 m    | 4:37,40 min | 13. November 1974 | Inzell    |
| 5000 m    | 7:56,75 min | 23. November 1974 | Inzell    |